# Tom Criel
Tom Criel, född 6 juni 1983 i Eeklo, är en professionell tävlingscyklist från Belgien.
Criel blev professionell med UCI ProTour-stallet Unibet.com Pro Cycling Team 2007. Efter säsongen hade Unibet.com Pro Cycling Team ekonomiska problem och huvudsponsorn Unibet valde att lämna cykelsporten. Stallet fortsatte dock som det mindre stallet Cycle Collstrop. Inför säsongen 2009 lade Cycle Collstrop ned sin verksamhet och Tom Criel valde att tävla för Topsport Vlaanderen under säsongen 2009.

## Karriär
Under sitt sista år som amatörcyklist 2006 vann han etapp 5 av Giro della Valle d'Aosta framför Francis De Greef och Alessandro Colo. Han slutade trea på den sjätte etappen bakom irländaren Daniel Martin och italienaren Alessandro Bisolti. Bisolti vann tävlingen medan Martin och Criel slutade tvåa respektive trea. I september samma år slutade han tvåa på GP Briek Schotte bakom Johnny Hoogerland.
Tom Criel blev professionell med Unibet.com Pro Cycling Team 2007 och under sitt första år som professionell vann han Bryssel-Opwijk. Han vann också etapp 1 av Tweedaagse van de Gaverstreek framför Koen Das och Bert De Backer. Criel slutade den belgiska tävlingen på andra plats bakom landsmannen Nico Kuypers. Tom Criel slutade också trea på etapp 2b av U23-tävlingen Le Triptyque des Monts et Châteaux-Frasnes bakom den danska cyklisten Jonas Aaen Jørgensen.
Under säsongen 2008 tog Tom Criel hem sjätte platsen i GP Jef Scherens.
Han slutade trea på Trofee Jong Maar Moedig I.W.T. 2009.

## Stall
- 2007 Unibet.com Pro Cycling Team
- 2008 Cycle Collstrop
- 2009- Topsport Vlaanderen